# モシャブ
モシャブ（ヘブライ語: מושב, Moshav）はイスラエル内のユダヤ人入植村の一種である。
それまでのユダヤ人入植村の主な形態であった共有財産方式のキブツや個人資本色のかなり強いモシャバとは異なり、家族労働力のみで構成された家族経営の農場を、村落単位の協同組合が緩やかにまとめる形式を取っている。
シオニスト機構の入植政策顧問であったヴィルカンスキーにより提唱され、1921年に最初のモシャブ、ナハラルが創設されて以来、イスラエル各地に作られた。現在では、イスラエル内の村落の過半がこの形態を取っている。